# بلدة أوجليز (مقاطعة ألين)
بلدة أوجليز هي واحدة من اثنتي عشرة بلدة في مقاطعة ألين، أوهايو، الولايات المتحدة. وجد تعداد عام 2010 أن هناك 2783 شخصًا في البلدة.

## الاسم والتاريخ
على مستوى الولاية، تقع بلدة أوجليز الأخرى الوحيدة في مقاطعة بولدينج.
تم تنظيم بلدة أوجليز في عام 1832.

## روابط خارجية
- موقع المقاطعة